# Josef Schwammberger
Josef Schwammberger, född 14 februari 1912 i Brixen, död 3 december 2004 i Ludwigsburg, var en tysk SS-Oberscharführer och dömd krigsförbrytare. Han var kommendant i Przemyśls getto från 1942 till 1944.

## Biografi
Schwammberger, som ursprungligen var handelsbiträde, anslöt sig 1933 till Schutzstaffel (SS) i Österrike. Han inträdde i Nationalsocialistiska tyska arbetarepartiet (NSDAP) 1938.
Under andra hälften av 1941 var Schwammberger kommendant för olika SS-arbetsläger i distriktet Krakau i södra Generalguvernementet. Från februari 1942 till februari 1944 var han kommendant i Przemyśls getto. Ögonvittnen har beskrivit Schwammberger som en brutal sadist. Enligt uppgift skall han ha tvingat judar att äta avföring. Under Jom kippur 1942 insisterade en rabbin på att judarna skulle få ägna sig åt bön istället för att arbeta. Schwammberger sköt då ihjäl rabbinen inför gettots invånare. Från Przemyśls getto deporterades judar regelbundet till Bełżec och Auschwitz.
Schwammberger greps i juli 1945 och internerades, men han rymde i januari 1948 och gick under jorden. I mars 1949 flydde han till Argentina, där han efter nära 40 år greps i november 1987. Tre år senare utlämnades Schwammberger till Västtyskland. Han ställdes 1991 inför rätta vid delstatsdomstolen i Stuttgart för mord och medhjälp till mord på över 3 377 judar. Bristen på bevis och vittnen gjorde att rätten endast kunde fälla Schwammberger för mord i 7 fall och medhjälp till mord i 32 fall.
Schwammberger dömdes till livstids fängelse och avled 2004 i fängsligt förvar.